# Len Walters
Len Walters (Leonard Barry Walters; * 27. Januar 1947) ist ein ehemaliger britischer Sprinter, der sich auf den 400-Meter-Lauf spezialisiert hatte.
Bei den British Commonwealth Games 1970 in Edinburgh gewann er mit der englischen Mannschaft Bronze in der 4-mal-400-Meter-Staffel.

## Bestzeiten
- 400 m: 47,09 s, 23. Juli 1971, London
  - handgestoppt: 46,9 s, 27. Juni 1970, Motspur Park